# ミトヴィッツ
ミトヴィッツ (ドイツ語: Mitwitz) は、ドイツ バイエルン州 クローナハ郡の市場町で、ミトヴィッツ行政共同体の本部が置かれている。この町は、「フランケンヴァルトの門」とも呼ばれ、クローナハとコーブルクとを結ぶ交通路の中間に位置している。

## 地理
ミトヴィッツはシュタイナハ川沿いに位置している。

### 自治体の構成
この町は、公式には27の地区 (Ort) からなる。このうち孤立農場などを除く集落を以下に列記する。
- ベヒライン
- ブルクシュタル
- ホーフ・アン・デア・シュタイナハ
- ホルプ・アン・デア・シュタイナハ
- カルテンブルン
- ロイテンドルフ
- ミトヴィッツ
- ノインドルフ
- シュヴェルツドルフ
- シュタイナハ・アン・デア・シュタイナハ

## 行政

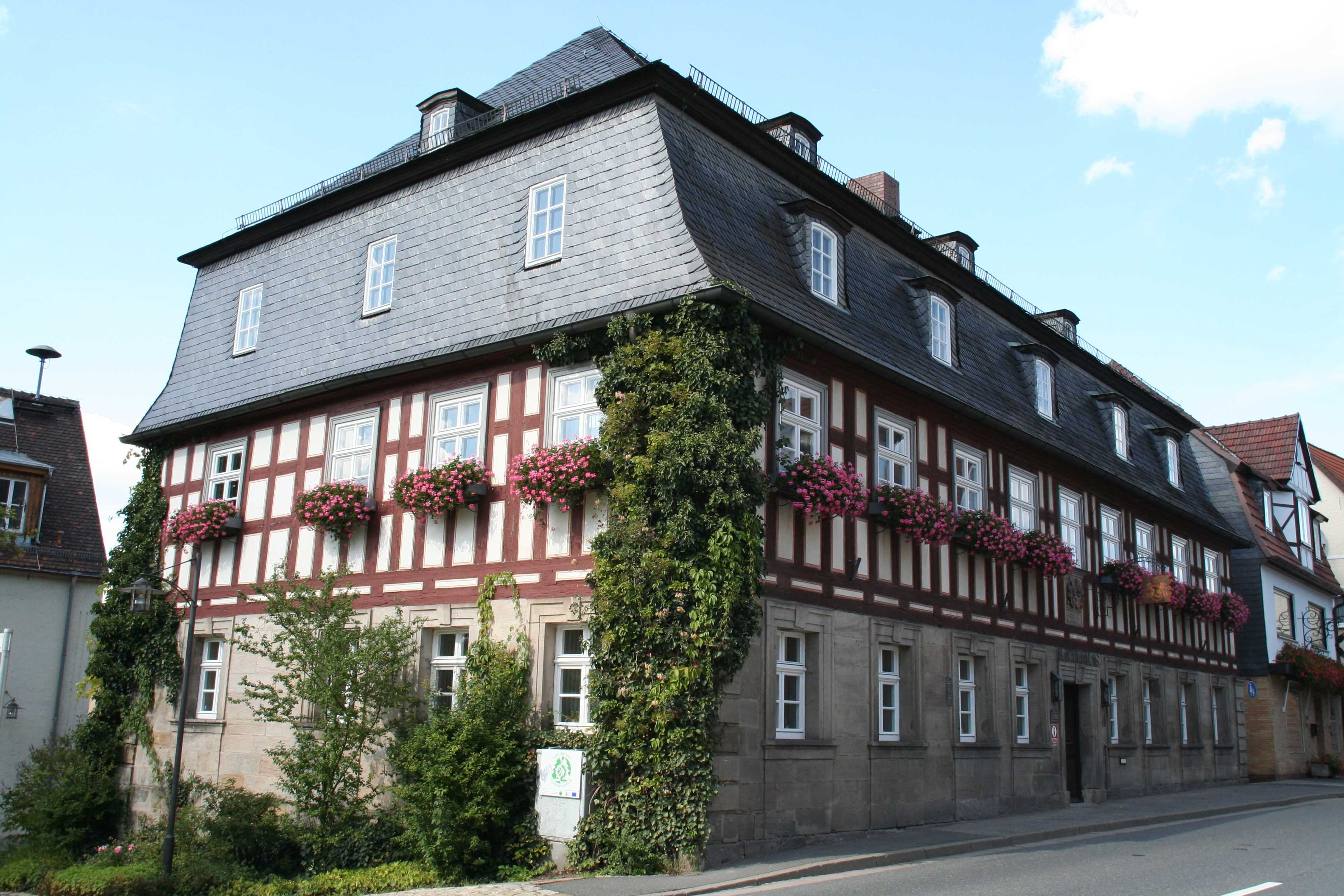
町役場

### 町議会
ミトヴィッツの町議会は、町長含めて17議席である。

### 紋章
紋章の図柄：上下に分割され、上部はさらに左右に分かれている。上部左は、金地で銀色の逆向き斜め帯が被さっており、赤い爪を持った黒い獅子が描かれている。上部右側は、金地に、白い襟の付いた黒い服を着たひげのある人物の半身像。白い折り返しの黒い三角帽をかぶっているが、その先端につけられた6つ角のある赤い星で三角帽が垂れ下がっている。下部は、黒地で、金色の土地に4本の金色の広葉樹が並んで描かれている。

## 文化と見所

### 建造物
- 水城：隣接して庭園、茶店、池がある。
- オベーレス城（上の城）

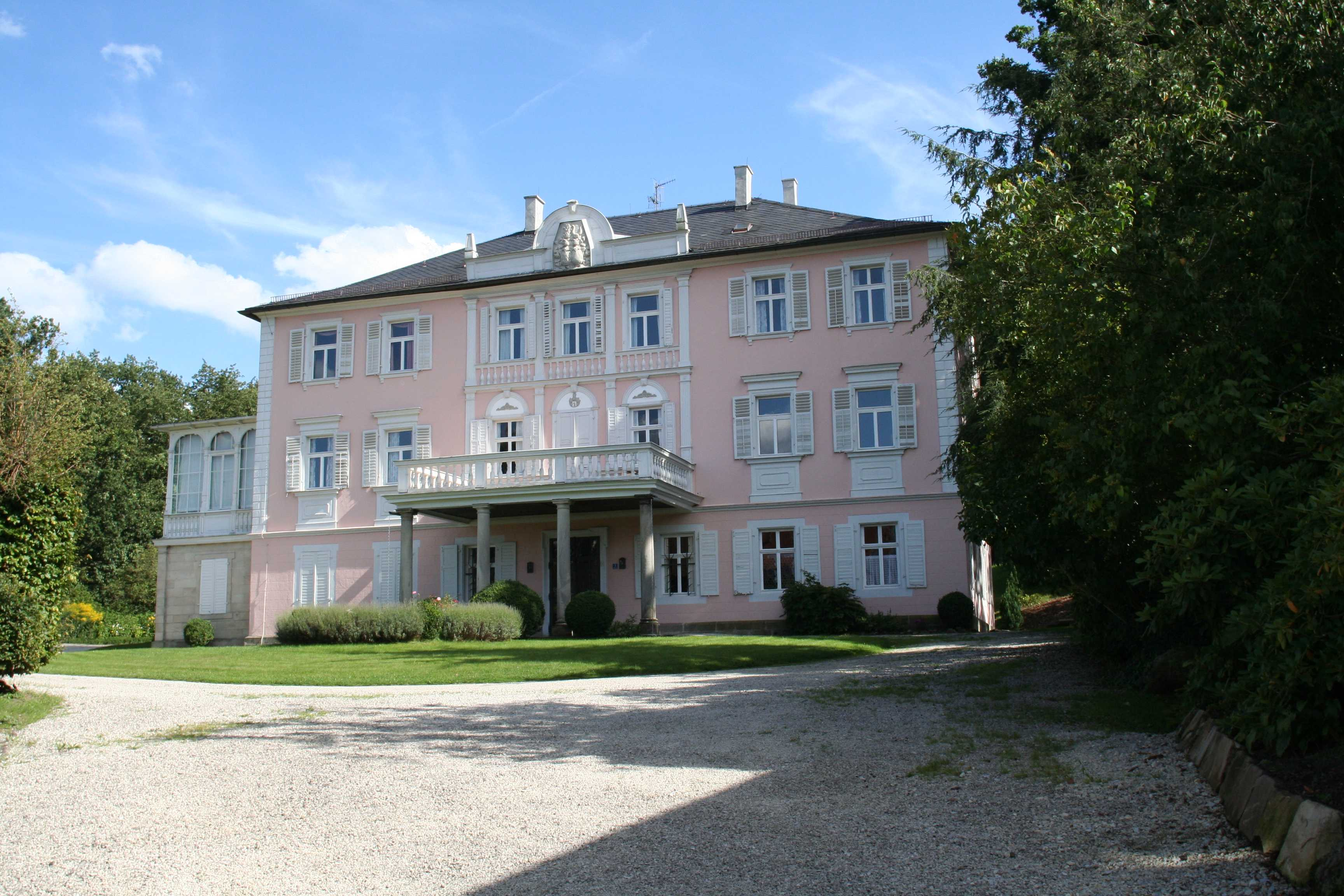
オベーレス城（上の城）

- シュタイナーナー・レーヴェ (Steinerner Löwe)
- ヤーコプス教会
- デッチェル兄弟の泉

## 公共施設
- 青年センター「ドン・カミロ」(Don Camillo)

## 引用
1. ↑  https://www.statistikdaten.bayern.de/genesis/online?operation=result&code=12411-003r&leerzeilen=false&language=de Genesis-Online-Datenbank des Bayerischen Landesamtes für Statistik Tabelle 12411-003r Fortschreibung des Bevölkerungsstandes: Gemeinden, Stichtag (Einwohnerzahlen auf Grundlage des Zensus 2011)
2. ↑  Bayerische Landesbibliothek Online